# 岐阜市もえぎの里多目的体育館
岐阜市もえぎの里多目的体育館（ぎふしもえぎのさとたもくてきたいいくかん）は、岐阜県岐阜市柳津町にある体育館である。

## 概要
- 2004年（平成16年）の岐阜市・柳津町合併協議会において策定された新市建設計画に基づき建設された施設である。2016年（平成28年）7月30日開館。
- 指定管理者制度を導入しており、岐阜南スポーツコミュニティが管理運営する[1][2]。
- 隣接する岐阜市もえぎの里3階の旧もえぎの里体育館（2000年開館）は、もえぎの里多目的体育館と一体化した管理が行われている。

## 施設
- 会議室（1・2）
- 競技場兼集会場

広さは859.44㎡
バスケットボール1面、バレーボール2面、バドミントン4面、ハンドボール1面、卓球18台の使用が可能
- ステージ
- 観覧席（固定席125席・車椅子2席）

## 利用案内
- 住所：岐阜県岐阜市柳津町下佐波西1丁目41番地
- 開館時間：9:00〜21:00
- 休館日：年末年始（12月29日〜1月3日）

## 交通アクセス
- 岐阜バス茜部三田洞線「もえぎの里」バス停より徒歩すぐ。
  - 岐阜駅（JR岐阜駅バスターミナル）、名鉄岐阜駅（名鉄岐阜のりば）より【E72】もえぎの里行き
- 境川らくちゃんバス「やないづもえぎの里」バス停より徒歩すぐ。

## 周辺施設
- 岐阜市もえぎの里
  - 原三渓記念室
- 岐阜市柳津生涯学習センター
- 岐阜市立境川中学校
- 岐阜市立柳津小学校
- カラフルタウン岐阜
- 岐阜流通センター
- トヨタ紡織岐阜工場